# Ruth Pfau
Ruth Katherina Martha Pfau (přechýleně Pfauová; 9. září 1929 Lipsko, Německá říše – 10. srpna 2017, Karáčí, Pákistán) byla německá řádová sestra, která svůj život zasvětila úsilí o vymýcení lepry v Pákistánu. Díky tomu byla přezdívána Matka Tereza Pákistánu.

## Život
Ruth Pfau se narodila v protestantské rodině v Lipsku, měla čtyři další sestry a jednoho bratra. Její rodný dům byl v závěru 2. světové války vybombardován. Po druhé světové válce uprchla ze sovětské okupační zóny do americké. Vystudovala medicínu ve městě Mainz. Později se rozhodla stát se katoličkou a vstoupila do Kongregace Dcer Mariina srdce. Její rozhodnutí pro řeholní život ovlivnilo dílo německého teologa Romano Guardiniho.
V roce 1960 se vydala na cestu do jižní Indie, kvůli obtížím s vízy se ale musela zastavit v pákistánském Karáčí. Tehdy se poprvé setkala s leprou. V Karáčí se pak rozhodla zůstat. Založila zde první nemocnici pro léčbu lepry, později díky spolupráci s místními vládami a dárci mnoho dalších po celém Pákistánu. V roce 1979 byla jmenována poradkyní pákistánského ministerstva zdravotnictví. Roku 1988 získala pákistánské občanství jako odměnu za službu místním obyvatelům. V 80. letech 20. století bylo v Pákistánu téměř 20 tisíc malomocných; v roce 2016 asi 500.
Zemřela v 87 letech v Karáčí. V muslimském Pákistánu byl této křesťanské řeholnici vystrojen státní pohřeb. Její rakev doprovázela vojenská eskorta, zádušní mši svatou přenášela státní televize. Je pohřbena na křesťanském hřbitově Gora Qabaristan.

## Publikační činnost
V češtině vyšlo:
- Potkala jsem velkou lásku (1991)
- Srdce má své důvody... (2005) ISBN 80-7192-733-3